# Pioneer Corporation
Pioneer Corporation (jap. パイオニア株式会社 Paionia Kabushiki-gaisha) – japoński producent sprzętu RTV, car audio, DJ i napędów CD z główną siedzibą w Bunkyō w Tokio założony 1 stycznia 1938 jako Fukuin Shokai Denki Seisakushō.
Pioneer wywodzi swoją historię od momentu powstania pierwszego głośnika dynamicznego, co miało miejsce w roku 1937. Konstruktorem głośnika był założyciel firmy Nozomu Matsumoto. W 1938 roku zarejestrowano bezpośrednią protoplastkę dzisiejszego Pioneer’a, firmę Fukuin Shokai Denki Seisakusho.
Na giełdach: Tokyo Stock Exchange First Section oraz Osaka Securities Exchange spółka zaistniała w 1967 roku. W 1966 utworzone zostały oddziały w Europie i Stanach Zjednoczonych. W 1969 rozpoczęły się notowania akcji Pioneera na Amsterdam Stock Exchange, a w 1976 na New York Stock Exchange. Od roku 2000 akcje spółki notowane są na Tokyo Stock Exchange Second Section.
Najważniejsze osiągnięcia przedsiębiorstwa:
- 1962 – Pierwszy na świecie system stereo w oddzielnych obudowach.
- 1975 – Pierwszy na świecie samochodowy odtwarzacz stereo.
- 1977 – Pierwsza na świecie adresowalna dwustronna sieć CATV (z Warner Cable).
- 1979 – Pierwszy na świecie odtwarzacz LaserDisc.
- 1980 – Wprowadza na rynek domowy w USA odtwarzacz LaserDisc model VP 1000
- 1982 – Wprowadza odtwarzacz LD z funkcją Karaoke. Zapowiada wprowadzenie odtwarzacza CD.
- 1984 – Wprowadza odtwarzacz LD z odtwarzaczem CD.
- 1985 – Wprowadza na rynek monitor projekcyjny o przekątnej 40 cali.
- 1990 – Pierwszy na świecie system nawigacji samochodowej GPS.
- 1992 – Pierwszy na świecie napęd CD-ROM x 4.
- 1996 – Pierwszy na świecie odtwarzacz DVD/LD/CD.
- 1999 – Pierwsza na świecie nagrywarka DVD – RW.
- 2009 – Pierwsza na świecie nagrywarka Blu-ray zdolna nagrywać jedno i dwuwarstwowe nośniki z prędkością 12x, oznaczona jako model BDR-205.

Pioneer pracował także przy tworzeniu kabla TV, przenośnego odtwarzacza płyt CD, wyświetlacza plazmowego oraz OLED.